# Guerrilla Girls

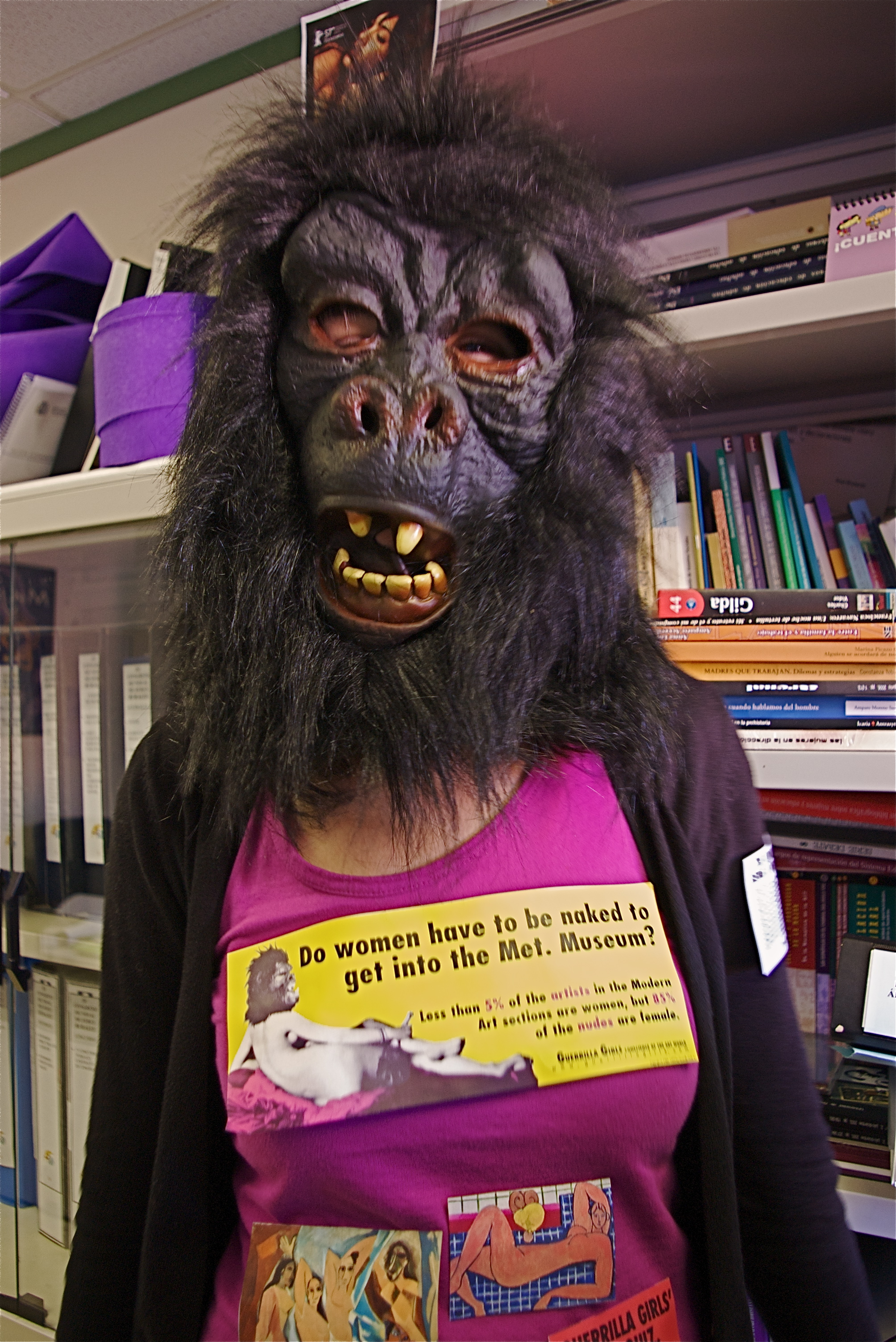
Guerrilla Girl

Guerrilla Girls (с англ. — «Партизанки») — анонимная группа арт-феминистских активисток, которая занимается вопросами гендерной и расовой дискриминации в мире искусства. Была основана в 1985 году в Нью-Йорке. Участницы выступают в масках горилл под псевдонимами, взятыми в честь известных художниц прошлого. Группа рисует постеры, листовки, билборды, пишет исследовательские работы, организовывает выставки, демонстрации, акции протеста, занимается мониторингом сексизма и расизма в сфере искусства.

## История

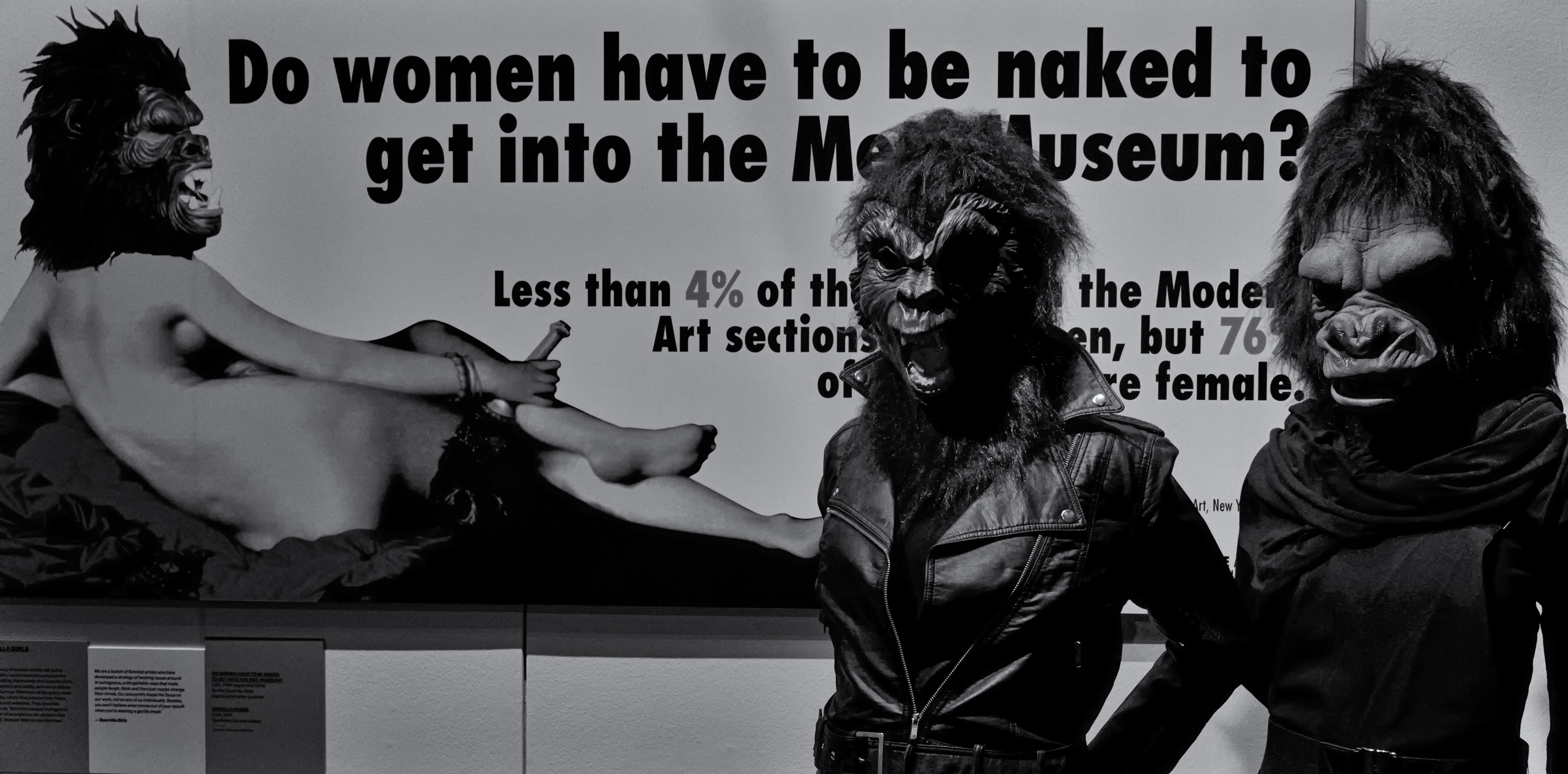
Guerrilla Girls в Музее Виктории и Альберта. «Do Women Have to Be Naked to Get into the Met. Museum?»

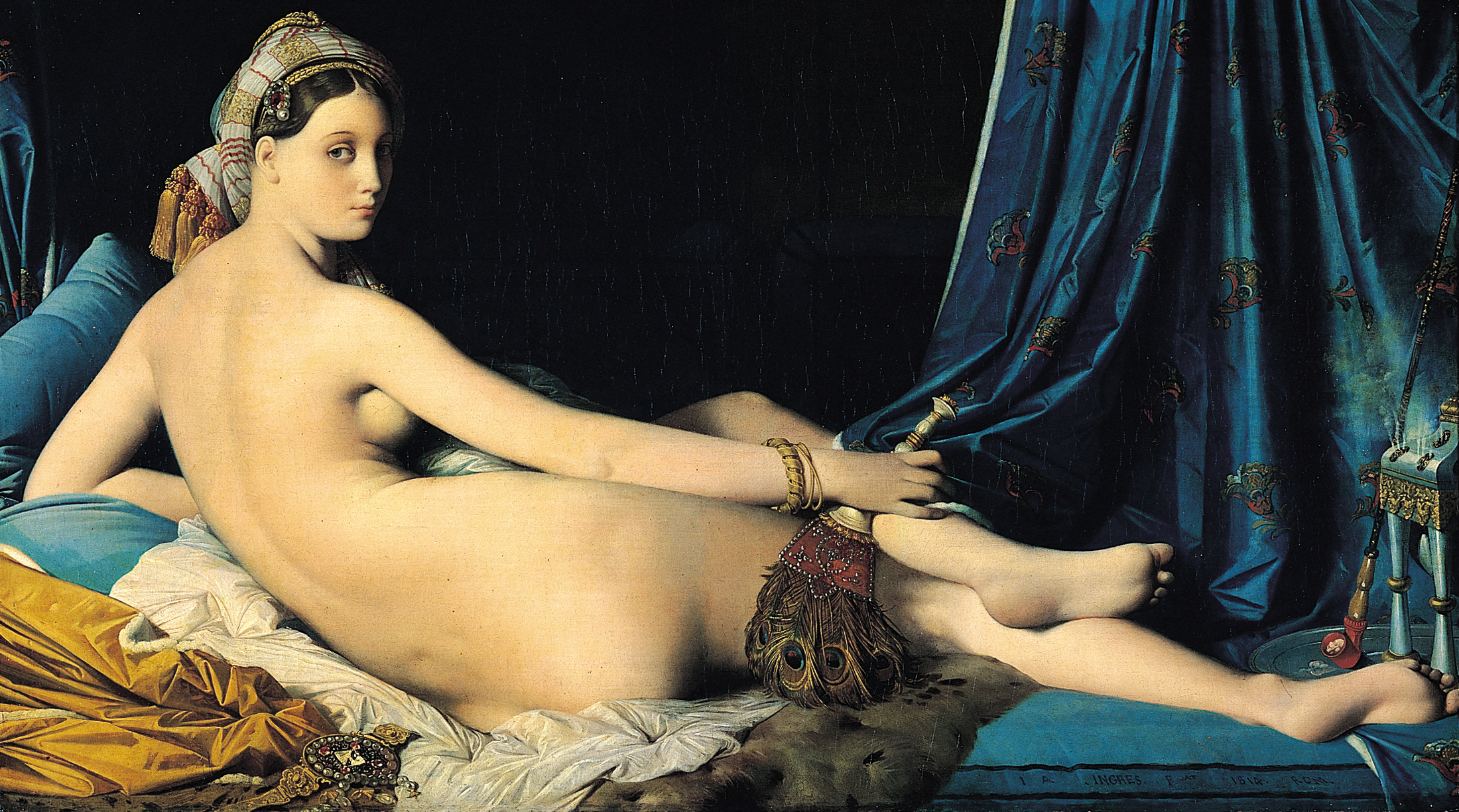
Исходная картина Энгра «Большая одалиска» без добавления головы гориллы представляет собой искусство, к проблематичности которого обращаются Guerrilla Girls. В частности, к проблеме сексуализации женщин в искусстве.

В 1984 году в Музее современного искусства в Нью-Йорке (Museum of Modern Art) открылась выставка «Международный обзор живописи и скульптуры». На ней было представлено 169 художников, среди которых было всего 13 женщин. Практически все европейские и американские художники были белыми. 14 июня этого же года группа художниц вышла к зданию музея с протестной акцией. Это считается первым публичным появлением Guerrilla Girls.
В апреле 1985 они издали два чёрно-белых постера, в которых критиковали галереи, музеи и самих художественных критиков за их недостаточное внимание к художницам. Этими постерами были заклеены улицы Сохо и Ист-Виллиджа в Нью-Йорке, то есть в окрестностях, где жили и выставляли свои работы многие художники. В конце 1985 года Guerrilla Girls издают новый постер, который сообщал следующее:

«17 октября „Palladium“ извинится перед женщинами-художницами»Оригинальный текст (англ.)On Oct. 17 the Palladium Will Apologize to Women Artists
 Известный танцевальный клуб «Palladium», который вывешивал работы только мужчин-художников, в сотрудничестве с Guerrilla Girls издаёт приглашения на шоу, которое должно было «навсегда развеять следующие представления»:

1) Биология — это судьба, 2) не существует великих художниц, 3) это мужчины эмоциональны и руководствуются интуицией, и 4) только мужчины могут выставляться в «Palladium».Оригинальный текст (англ.)(1) Biology is destiny, (2) There are no great women artists, (3) It’s the men who are emotional and intuitive, and (4) Only men can show at the Palladium.
Для этой выставки группа отобрала 150 работ 85 художниц. После этого группа проголосовала за то, чтобы больше не курировать выставки, так как часть основных участниц Guerrilla Girls выступали против того, чтобы вновь совершать выбор между художницами вместо открытого конкурса.
В апреле и мае 1986 года Guerrilla Girls организовали две дискуссионные панели: «Hidden Agender: An Evening with Critics» и «Passing the Bucks: An Evening with Art Dealers».
Весной 1987 года они организовывают выставку «Guerrilla Girls Review the Whitney» в некоммерческой галерее «The Clocktower» во время биеннале Музея американского искусства Уитни. Эта выставка считается одним из самых значительных их мероприятий, активно освещавшихся в прессе. Их «Банановый отчёт» предоставил статистику по включению женщин и меньшинств в художественное пространство биеннале между 1973 и 1987 годами и показал явную исключающую тенденцию. За первые два года активности группа смогла привлечь внимание к власти, которой наделены музеи, галереи, журналы, критики и коллекционеры. Как результат, на биеннале Музея американского искусства Уитни 1993 года около половины представленных работ принадлежали художницам.
В 1989 году они публикуют свой наиболее известный постер «Do Women Have to Be Naked to Get into the Met. Museum?» (с англ. — «Должны ли женщины обнажаться, чтобы попасть в Метрополитен-музей?»),  который в 1991 дополняется постером «These Are the Most Bigoted Galleries in New York» (с англ. — «Самые расистские галереи в Нью-Йорке») со статистикой представленных в галереях женщин и темнокожих.
В июне 1992 Guerrilla Girls объединились с WAC (Women's Action Coalition) для совместного протеста под Музеем Соломона Гуггенхейма, который планировал ознаменовать открытие новой галереи выставкой четырёх или пяти белых художников-мужчин. Акция прошла после месяцев писем, звонков и факсов с требованием включить в выставку «не-белых, не-европейцев и не-мужчин» художников и художниц.
C 1990-х ситуация стала меняться в лучшую сторону, и группа стала развивать тему «символических, чисто формальных» изменений, которые свидетельствуют о продолжающихся дискриминациях. Этому был посвящён их постер «Top Ten Signs That You’re an Art World Token».
Сегодня Guerrilla Girls продолжает работать как анонимная группа с меняющимся составом. В 2001 они разделились на три ветви: Guerrilla Girls, Inc., Guerrilla Girls Broad Band и театральная турне-группа Guerrilla Girls On Tour!.
У группы систематически обновляется сайт.

## Участницы и имена

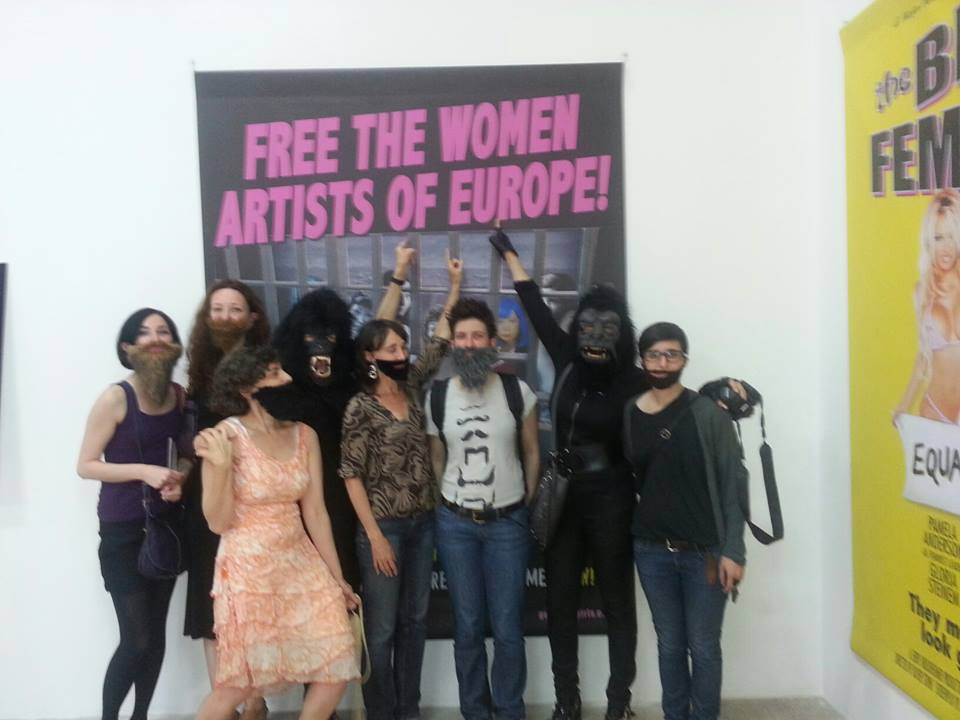
Встреча феминистского коллектива La Barbe с Guerrilla Girls (Париж, 2013).

Для участия в Нью-Йоркской группе необходимо приглашение от нынешних или бывших участниц, а также обязательная вовлечённость в мир современного искусства. Внутри группы сформирована менторская программа, исходя из которой к новой участнице приставляется опытная «партизанка».
В качестве псевдонимов группа использует имена деятельниц искусства прошлого. Используются имена Кете Кольвиц, Альмы Томас, Розальбы Каррьеры, Фриды Кало, Хулии де Бургос, Ханны Хёх.

## Публикации
В 1995 г. они выпустили свою первую книгу: Confessions of the Guerrilla Girls, а в 1998 году The Guerrilla Girls Bedside Companion to History of Western Art. Уже в 2003 выходит Bitches, Bimbos and Ballbreakers, за ней в 2004 пародия The Guerrilla Girl’s Museum Activity Book. В электронном формате в 2009 году выходит The Hysterical Herstory Of Hysteria And How It Was Cured From Ancient Times Until Now.